# Cap Serrat
Cap Serrat o Ras Serrat (àrab: رأس سيراط, Raʾs Sīrrāṭ, o رأس سيرات, Raʾs Sīrrāt, o رأس سرّاط, Raʾs Sirrāṭ) és un cap del nord de Tunísia, a la governació de Béja, uns 10 km al nord-est de Sidi Mechrig. El seu nom li fou donat per catalans i fa referència a l'aspecte del cap. És una zona poc explotada turísticament amb una bona platja usada únicament per tunisians.